# Рушкис, Валентин Соломонович
Валенти́н Соломо́нович Ру́шкис (эст. Valentin Ruškis, 2 августа 1910, Петербург — 2004, Санкт-Петербург) — эстонский советский писатель и поэт.

## Биография
Окончил Ленинградский политехнический институт в 1934 г., был инженером-гидротехником. Участник Великой Отечественной войны. После войны жил в Эстонии. Литературную деятельность начал в 1948 г.

## Творчество
В 1950 году Рушкис опубликовал сборник стихов «Утро Эстонии».

Позднее, большое место в его творчестве заняли художественные очерки, публицистика. Основной темой Рушкиса стал труд энергетиков. Динамичные картины строительства Прибалтийской ГРЭС запечатлены в «Повести о подвиге» (1962).

В книге, опубликованной на русском языке — «О тех, кто зажигает звезды. Тысяча и одна быль» (1964) — Рушкис рассказывает о техническом творчестве героев далеких строек. Переводит эстонских поэтов на русский язык; пишет для детей. 

Соч.: Metsajôe alistajad, Tallinn, 1963; в русском переводе — «Повесть о славных делах Волли Крууса и его верных друзей»:
Только однажды Волли Круус появляется перед читателями отлично причесанным. «Мылся, заодно волосы намочил, чтобы хоть часок полежали», — объясняет он. В остальных главах Волли ходит лохматый и взъерошенный, да и поступки его под стать прическе. Не так-то легко живется школьнику Волли Круусу. Кроме целых чисел люди навыдумывали какие-то простые дроби. Ничего себе «простые»! У пустякового цветка нашли всякие рыльца и пестики. Если вместо Дуная ткнешь указкой в Уральский хребет, почему-то все в классе смеются. Тоже друзья называются! Вообще Волли больше любит бегать с удочкой на озеро, чем с сумкой в школу. А тут еще новости: друзья Волли решили построить свою пионерскую гидростанцию. Конечно, нашему герою их затея не понравилась. Поэтому он… Но… Гидростанцию построили. И Волли Круус был в этом строительстве далеко не последним.
О юных строителях и о приключениях озорного Волли Крууса и рассказывается в этой книге. В 1962 году на конкурсе лучших книг для детей, организованном Министерством просвещения РСФСР, ей была присуждена первая премия.

Рассказы об Эстонии, М., 1966.

Отрывок из книги:
Турбину кое-как выгрузили из кузова и сразу поставили на большие школьные сани. Нужно было спешить, пока не стаял снег и не ушел лед за плотиной.
Сани скользили плохо: там и сям из-под снега выглядывали глинистые бугорки и прошлогодние колеи. На каждой такой кочке потом обливались, стаскивая сани. Не только Волли, даже сам Андрес махнул рукой и уселся на сани отдохнуть.
Но тут подоспели девчонки с лопатами, подбросили под полозья снегу, поиздевались над уставшими и сами впряглись в сани.
«Пусть парням стыдно будет! — сказала Айме. — Сиди, сиди, Андрес, мы и тебя свезем!»
Андрес, Волли и другие парни опять взялись за дело, и турбина уже без остановки доехала до речки. А с берега, под горку, сани летели так лихо, что Волли даже прокатиться удалось! Тогда Пихлакас на него рассердился, шумел: «Тебя задавит, что за безобразие!» Ох и ворчуны же эти взрослые!

Валентин Рушкис полгода прожил в Тольятти и написал, кроме серии очерков о ВАЗе, книгу «Иду следом»: Невыдуманные истории / Валентин Рушкис 368 с. 1 л. портр. 20 см.
Таллин Ээсти раамат 1981.

«Радуга в каньоне»: Саянские были / Валентин Рушкис 462,[2] с. 22 см Таллин Ээсти раамат
1986 г..